# Point Mugu

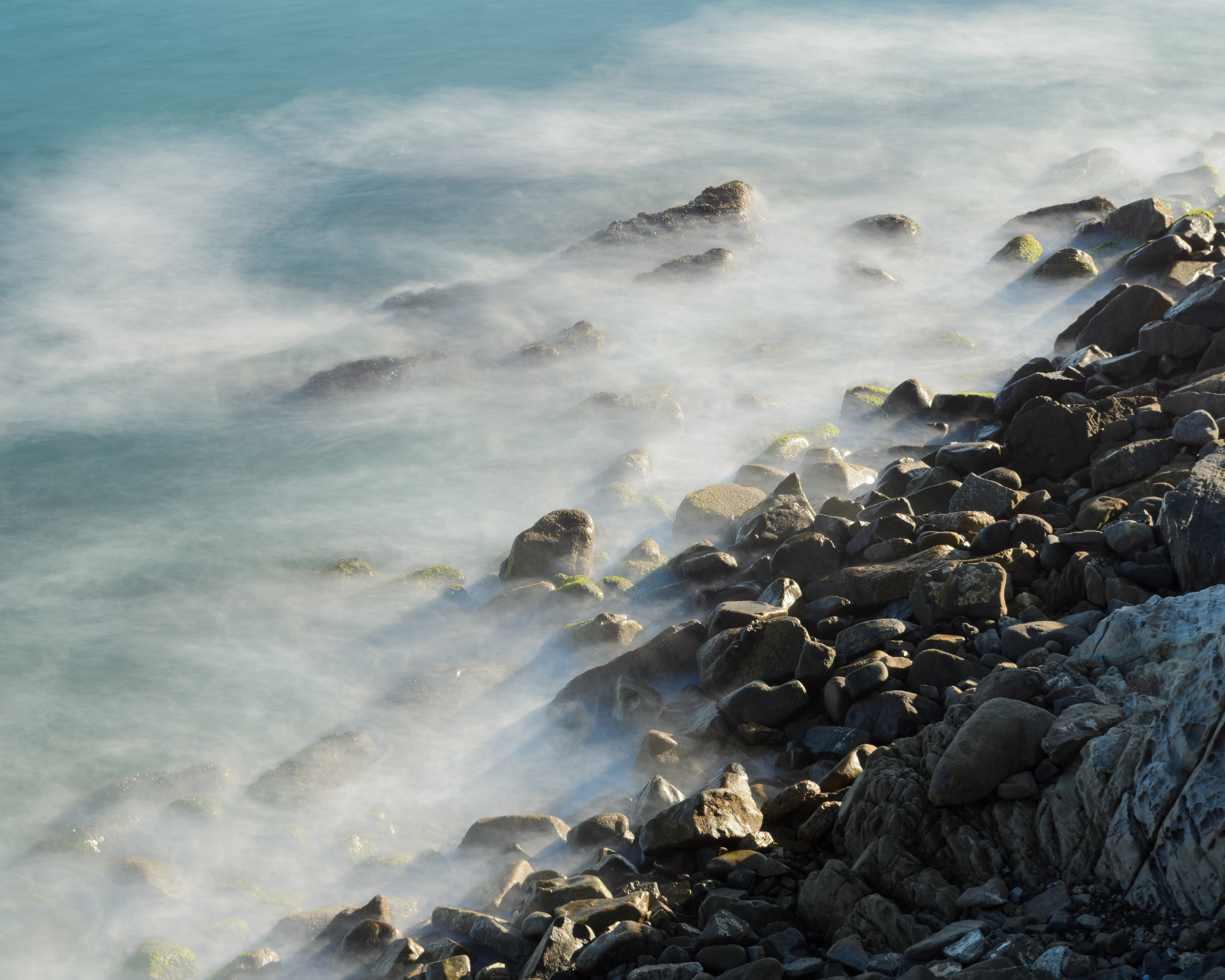
La Plage en 2013

Point Mugu est une plage de Californie située non loin de Los Angeles.

## Histoire
Une tribu amérindienne, les Chumash, s'était implantée sur ce lieu.
Une base aéronavale y a été établie durant la Seconde Guerre mondiale et est connue depuis l'an 2000 en tant que base navale du comté de Ventura.